# Basler Kantonstrennung

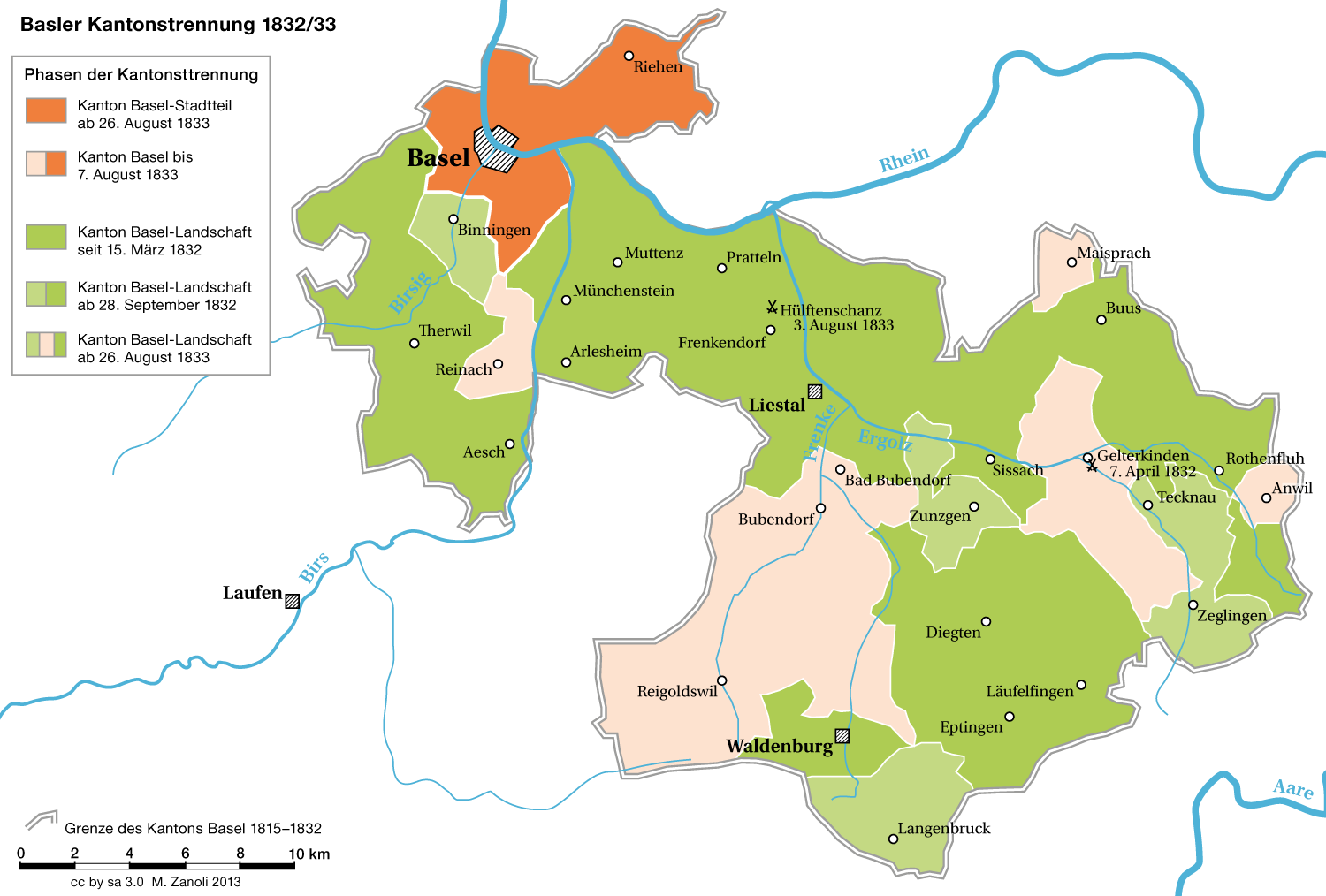
Karte zur Basler Kantonstrennung 1832/33

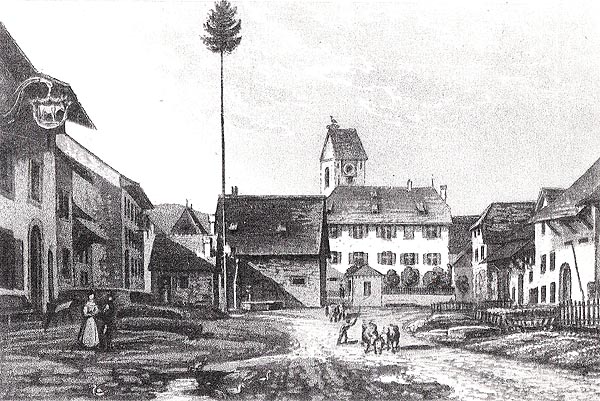
Freiheitsbaum in Pratteln, 1833

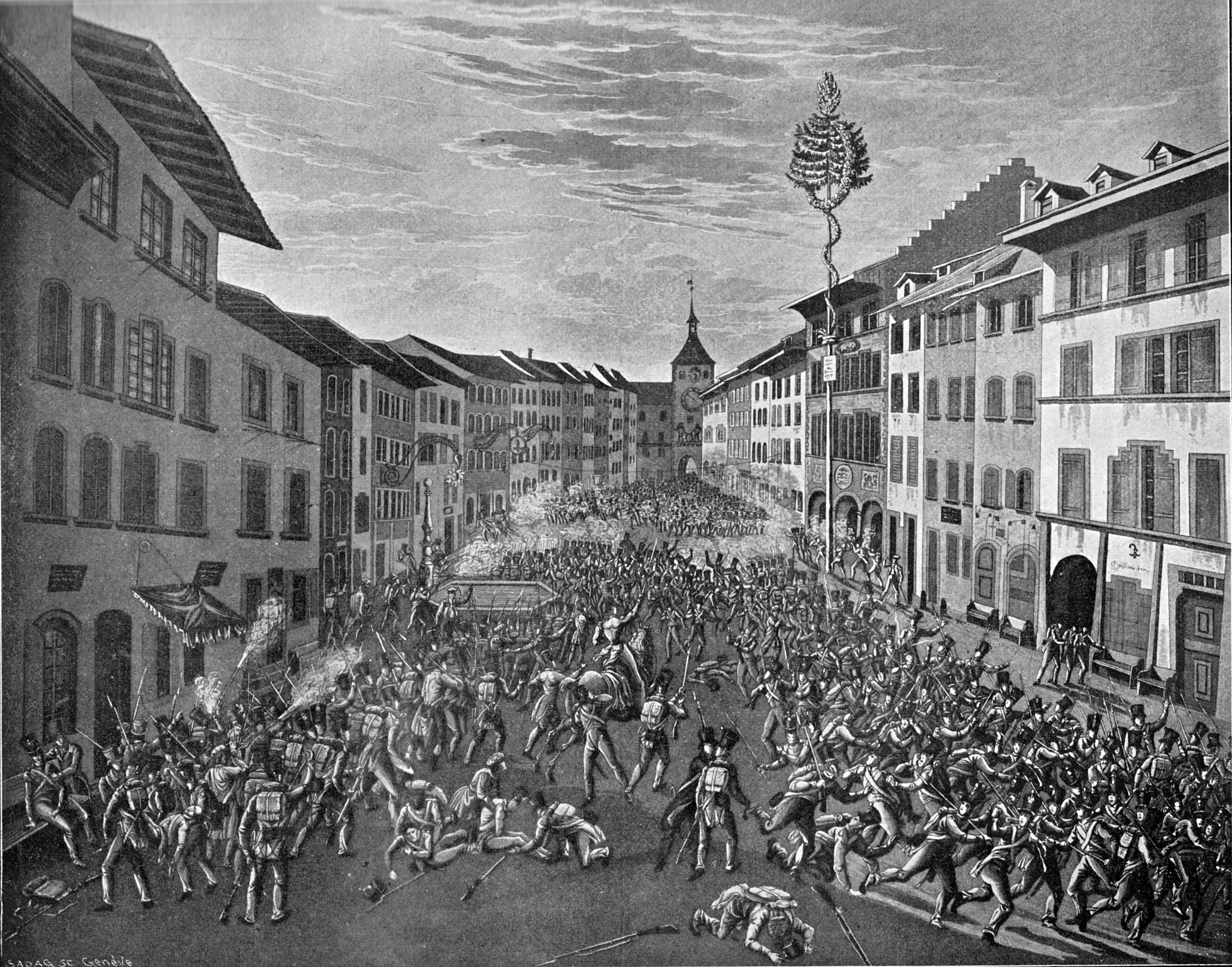
Strassenkampf in Liestal zwischen Truppen der Stadt Basel und Verbänden der Landschaft

Die Basler Kantonstrennung führte 1832/33 zur gewaltsamen Teilung des Kantons Basel in die bis heute bestehenden Kantone Basel-Stadt und Basel-Landschaft.

## Vorgeschichte
Der Kanton Basel bestand bis Ende des 18. Jahrhunderts aus der Stadt Basel und der seit 1400 stückweise erworbenen Landschaft, die ein Untertanengebiet darstellte. Die Einwohner Basels genossen zahlreiche Privilegien, insbesondere konnten nur sie in die Kantonsbehörden aufgenommen werden. Ausserdem bestand trotz einer weitgehenden Gemeindeautonomie bis 1790 noch die Leibeigenschaft. Durch die Helvetische Revolution 1798 kam es zu einer grundsätzlichen Veränderung der staatlichen Ordnung nach französischem Vorbild. Die Landschaft wurde der Stadt rechtlich gleichgestellt. Mit der Mediation ab 1803 und der Restauration ab 1814/15 wurde die Gleichberechtigung in zahlreichen Bereichen allerdings rückgängig gemacht. So erhielt die Stadt bei nur vierzig Prozent aller Einwohner sechzig Prozent aller Sitze im Parlament.
Das Erstarken des Liberalismus mit Beginn der 1830er Jahre führte in der Schweiz zur Regeneration genannten politischen Umwälzung. Zahlreiche Kantone erhielten Verfassungen, die den Bürgern Demokratie, Rechtsgleichheit und wirtschaftliche Gleichberechtigung garantierten. Dies geschah nicht selten unter Drohungen und gewaltsam, aber mit Ausnahme Basels unblutig.

## Trennung

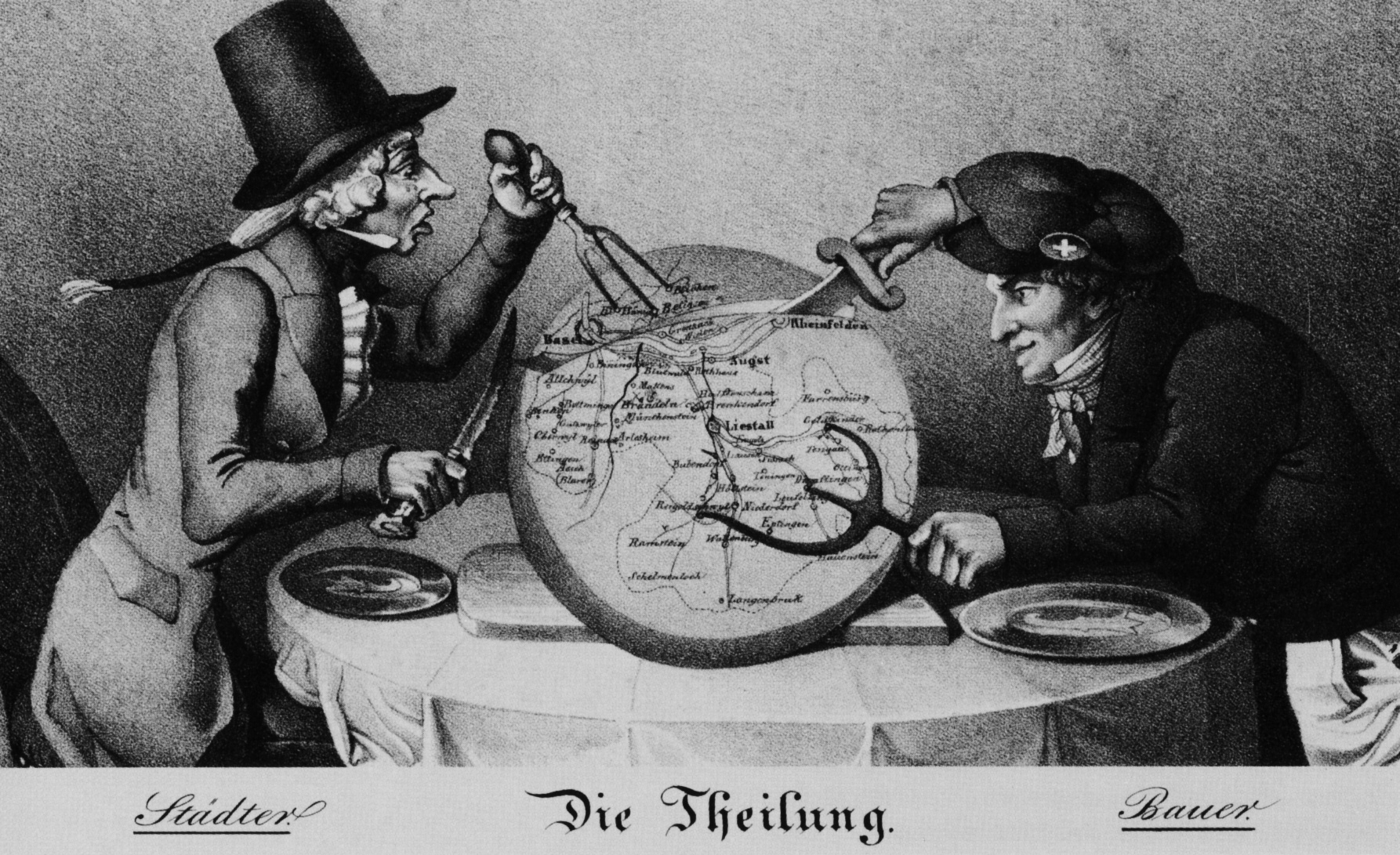
Karikatur auf die Basler Kantonsteilung von 1833 (von Ludwig Adam Kelterborn, 1833). Der liberale Baselbieter Bauer mit dem Schweizerkreuz am Hut nimmt sich den Löwenanteil des Käselaibs, der den Kanton Basel darstellt. Die Zinken seiner Gabel stecken in bis 1833 städtisch gesinnten Gemeinden. Der Städter mit dem Aristokratenzopf muss sich mit drei rechtsrheinischen Gemeinden begnügen.

Eine politische Versammlung in Bad Bubendorf am 18. Oktober 1830 formulierte eine Petition, die die völlige Gleichberechtigung von Stadt und Land verlangte und sich dabei auf die Kodifikationen von 1798 berief. Zwar nahm eine neue und vom Volk angenommene Basler Verfassung 1831 zahlreiche Forderungen der Landschaft auf, doch blieben informelle Machtstrukturen unangetastet. Die politische Lage verschärfte sich durch Agitation und strafrechtliche Verfolgung der politischen Führer der Landschaft. Die Bildung einer provisorischen Regierung der Landschaft im Januar 1831 provozierte ein militärisches Eingreifen der Stadt, als Reaktion entstanden landschaftliche Freischaren, eidgenössische Truppen rückten zur Beruhigung der Lage ein. Als sich einige Gemeinden einem städtisch organisierten Plebiszit im November 1831 über den Zusammenhalt des Kantons verweigerten, wurde diesen die kantonale Verwaltung entzogen. Die ausgestossenen und weitere Gemeinden gründeten am 17. März beziehungsweise 4. Mai 1832 den Kanton Basel-Landschaft. Die Tagsatzung, politisch mehrheitlich auf Seiten der liberalen Landschaft, erkannte den abgespaltenen Kanton an. Am 14. September sprach sie die Partialtrennung unter dem Vorbehalt der Wiedervereinigung aus. Zwölf unentschlossene Gemeinden sollten durch Volksabstimmung beschliessen, wem sie sich anschliessen wollten. Die Tagsatzung zog auch die eidgenössischen Truppen ab, die seit 1831 direkte militärische Konfrontationen verhindern sollten.
Die Stadt ging nun mit anderen konservativen Kantonen den Sarnerbund ein, während sich Angriffe von Freischaren auf die stadttreuen ländlichen Gemeinden häuften. Eine Hilfsexpedition endete am 3. August 1833 bei Frenkendorf (Schlacht an der Hülftenschanz) mit der entscheidenden Niederlage der Stadt. Per 26. August 1833 verfügte die Tagsatzung die Totaltrennung des Kantons Basel. Bei der Stadt verblieben die rechtsrheinischen Landgemeinden Bettingen, Kleinhüningen und Riehen. Der Kanton Basel-Stadt (zuerst noch unter dem Namen «Basel-Stadtteil») nahm eine eigene Verfassung am 3. Oktober 1833 an. Die Trennung der kantonalen Vermögenswerte (so auch des Basler Münsterschatzes) geschah nach den Bevölkerungsverhältnissen, wobei die Stadt sich bei Streitfragen regelmässig benachteiligt fühlte.

## Wertung und Wirkung
Die Kantonstrennung ist im Kontext der Regeneration bemerkenswert, da die Stadt eine vergleichsweise liberale Führungsschicht hatte. Die Konfrontation gewann an Schärfe durch den Umstand, dass die Stadt den Kanton bereits als weitgehend regeneriert und die Aktionen der Landschaft als unberechtigt ansah. Die Trennung hatte aber auch in Basel Anhänger, diese sahen angesichts des ländlichen Bevölkerungswachstums die Chance, die «städtische Eigenart» zu bewahren. Auf der anderen Seite gab es im Gegensatz zu Bern oder Zürich kaum eine moderne ländliche Führungsschicht mit protoindustriellem Hintergrund, die einen Aufstieg in die städtische Führungsschicht anstrebte und deswegen deeskalierend hätte wirken können. Zudem hatten die Einwohner des Bezirks Birseck, der erst 1815 Teil des Kantons geworden war, keine traditionelle Bindung an den Kanton. Dementsprechend kamen viele Führer der Landschaft von dort, namentlich Stephan Gutzwiller.
Die Trennung geschah 1833 unter dem Vorbehalt der freiwilligen Wiedervereinigung. Während im 19. Jahrhundert die Stadt unter dem Eindruck einer politischen Opferrolle einen stark isolationistischen Zug entwickelte, baute die Landschaft ihre staatlichen Strukturen auf. Die Gründung des schweizerischen Bundesstaats 1848 bot die Möglichkeit, die neuen Grenzen und Zollhindernisse im Rahmen der eidgenössischen Gesetzgebung zu überwinden. Im März 1861 beschloss der Grosse Rat in Basel, die Wiedervereinigung mit der Landschaft ins Auge zu fassen. Fünf Tage später traf der Baselbieter Landrat in einer ausserordentlichen Sitzung einstimmig und unter Namensaufruf den sogenannten Niemals-Beschluss, nämlich «dass der Kanton Basel-Landschaft zu einer Wiedervereinigung mit Basel-Stadt niemals Hand bieten» werde. Dieser Beschluss wurde in einer Volksabstimmung am 29. Mai 1861 bestätigt, jedoch schon im März 1864 durch eine weitere Volksabstimmung widerrufen.

Plakat von Otto Plattner zur Abstimmung über die Wiedervereinigung, 1936

Konkrete Schritte zur Wiedervereinigung wurden erst im 20. Jahrhundert getan. 1938 kam es auf Initiative des Baselbiets zu befürwortenden Abstimmungen in beiden Kantonen, doch wurden die Wiedervereinigungsartikel während der Kriegszeit auf Eis gelegt. Das eidgenössische Parlament lehnte sie 1948 als zu grosse Veränderung im föderalistischen Kantonsgefüge ab. Ein neuer Anlauf scheiterte 1969 in den kantonalen Abstimmungen, als die Bevölkerung von Basel-Landschaft die geplante Kantonsverfassung ablehnte. Stattdessen wurde die partnerschaftliche Zusammenarbeit gesetzlich installiert.
Die gewaltsame Trennung des Kantons Basel wird bis in die Gegenwart von Baselstädter und Baselbieter Seite her kontrovers diskutiert. In den aktuellen Kantonsverfassungen von 1984 (Landschaft) und 2005 (Stadt) sind die früheren Artikel, die eine Wiedervereinigung als politisches Ziel formulierten, gestrichen worden. Während der Stadtkanton einer Vereinigung mit dem Landkanton nicht abgeneigt wäre, ist der Widerstand in Basel-Landschaft eher gewachsen. Im Zentrum der Auseinandersetzung stehen die Zentrumsleistungen der Stadt und deren Mitfinanzierung durch Baselland. Die Frage eines territorialen Zusammenschlusses wird aber mittlerweile von der Diskussion über regionale Zweckkörperschaften (zum Beispiel die Fachhochschule Nordwestschweiz) und Grosskantone (in diesem Fall der «Kanton Nordwestschweiz» aus Basel-Stadt, Basel-Landschaft, Aargau und Solothurn) als grundsätzliche territorialpolitische Neuordnung der Schweiz überlagert.
Ende Juli 2012 wurde in Basel-Stadt und Basel-Landschaft je eine kantonale Volksinitiative veröffentlicht, welche eine Wiedervereinigung der beiden Halbkantone ins Auge fasst. Die Fusion ist am 28. September 2014 jedoch gescheitert, wobei es eine leichte Zustimmung im Kanton Basel-Stadt gegeben hat (54,9 % Ja), während Basel-Landschaft diese deutlich abgelehnt hat (68,3 % Nein).